# Ferrovia Coira-Rorschach
La ferrovia Coira-Rorschach è una linea ferroviaria a scartamento normale della Svizzera.

## Storia
Il 1º settembre 1853 si costituì la Schweizerische Südostbahn (SOB) per la costruzione di una linea ferroviaria attraverso le Alpi orientali dal lago di Costanza al lago Maggiore attraverso la valle del Reno e il passo del Lucomagno (con diramazione Sargans-Rapperswil).
In preda a difficoltà finanziarie dopo aver iniziato i lavori delle proprie linee, il 1º maggio 1857 la SOB si fuse con la St.Gallisch-Appenzellischen Eisenbahngesellschaft (SGAE) e la Glatthalbahn (GlTB) formando le Ferrovie Svizzere Unite (VSB), che inaugurarono la prima tratta, tra Rorschach e Rheineck, il successivo 25 agosto. La linea fu completata, con l'apertura della tratta Rheineck-Coira, il 1º luglio 1858.
La scelta da parte della Confederazione della ferrovia del Gottardo (1869) rispetto alla ferrovia del Lucomagno relegò la linea Coira-Rorschach ad un ambito locale. La VSB venne nazionalizzata il 1º luglio 1902: le sue linee entrarono a far parte delle Ferrovie Federali Svizzere (FFS).
Il 15 dicembre 1927 venne elettrificata la tratta Sargans-Buchs; l'11 maggio 1928 fu il turno della tratta Sargans-Coira, mentre nel 1934 fu completata l'elettrificazione della linea (il 15 maggio la tratta Rorschach-St. Margrethen e il 21 settembre la St. Margrethen-Buchs).
Il 1º dicembre 1920 fu raddoppiata la tratta Rheineck-St. Margrethen; nel 1931 fu il turno della sezione Rorschach-Rheineck, mentre il 20 dicembre 1957 entrò in servizio il raddoppio della tratta Buchs-Bad Ragaz. Il 16 dicembre 1970 fu raddoppiata la tratta Zizers-Coira, mentre il 10 aprile 1973 fu il turno della tratta Landquart-Zizers e nel 1982 della Trübbach-Weite.
Il 10 maggio 1983 fu inaugurato il cappio di ritorno di Sargans, che evita ai treni provenienti da Zurigo e diretti verso Buchs di invertire la marcia.
Nel 1994 fu raddoppiata la tratta Bad Ragaz-Landquart.

## Caratteristiche
La linea, a scartamento normale, è lunga 90,76 km. La linea è elettrificata a corrente alternata monofase con la tensione di 15.000 V alla frequenza di 16,7 Hz; la pendenza massima è del 10 per mille. È a doppio binario nelle tratte Rorschach-St. Margrethen e Neugrüt-Coira.

### Percorso
| Continuation backward |

|  | Unknown route-map component "ABZg+l" | Unknown route-map component "CONTfq" |

| Station on track |

| Unknown route-map component "CONTgq" | Unknown route-map component "ABZgr" |  |

| Stop on track |

|  | Unknown route-map component "ABZg+l" | Unknown route-map component "KDSTeq" |

| Unknown route-map component "dKBHFa-L" | Unknown route-map component "BHF-R" | Unknown route-map component "d" |

| Unknown route-map component "dCONTgq" | Unknown route-map component "dSTRr" | Straight track |  |

|  | Station on track |

|  | Unknown route-map component "ABZgl" | Unknown route-map component "CONTfq" |

|  | Stop on track |

|  | Straight track | Unknown route-map component "uexdSTR+l" | Unknown route-map component "uexdCONTfq" |

| Unknown route-map component "uexdCONTgq" | Unknown route-map component "uexdSTR+r" | Straight track | Unknown route-map component "uexdSTR" | Unknown route-map component "d" |

| Unknown route-map component "uexdBHF" | Station on track | Unknown route-map component "uexdKBHFe" |

| Unknown route-map component "uexdCONTgq" | Unknown route-map component "uexdSTRr" | Straight track |  |

| Stop on track |

| Unknown route-map component "uexdKBHFa" | Station on track | Unknown route-map component "d" |

| Unknown route-map component "uexdCONTgq" | Unknown route-map component "uexdSTRr" | Straight track |  |

| Station on track |

| Stop on track |

| Station on track |

| Unknown route-map component "eHST" |

| Station on track |

|  | Unknown route-map component "ABZgl" | Unknown route-map component "CONTfq" |

| Unknown route-map component "eHST" |

| Station on track |

| Unknown route-map component "eHST" |

| Non-passenger station/depot on track |

| Unknown route-map component "eHST" |

| 4,30   |
| (5,42) |

| Unknown route-map component "STRc2" | Unknown route-map component "KRWl" + Unknown route-map component "STR3" | Unknown route-map component "KRW+r" |

| Unknown route-map component "STR+1" | Unknown route-map component "STRc4" | Unknown route-map component "hKRZWae" |

| Straight track |  | Non-passenger station/depot on track |

| Unknown route-map component "CONTgq" | Unknown route-map component "ABZg+r" |  | Straight track |  |

| Station on track |  | Straight track |

| -0,21 |
| 0,21  |

| Unknown route-map component "3STR2" + Unknown route-map component "kSTR2" | Unknown route-map component "-3STRq" | Unknown route-map component "3STR3" |

| Unknown route-map component "kSTRc1" | Unknown route-map component "kkSTR+4" |  |

| Unknown route-map component "uexKBHFa" | Station on track |  |

| Unknown route-map component "uexdCONTgq" | Unknown route-map component "uexSTRr" | Straight track |  | Unknown route-map component "d" |

|  | Unknown route-map component "hKRZWae+GRZq" |

| Unknown route-map component "SKRZ-Yo" |

| Stop on track |

| Non-passenger station/depot on track |

| Unknown route-map component "b" | Straight track | Unknown route-map component "STR+l" | Unknown route-map component "CONTfq" |

|  | Unknown route-map component "BHF-L" | Unknown route-map component "BHF-R" |

|  | Unknown route-map component "KRWgl" | Unknown route-map component "KRWg+r" |

|  | Unknown route-map component "eHST" | Unknown route-map component "LSTR" |

|  | Unknown route-map component "SKRZ-Ao" | Unknown route-map component "SKRZ-Ao" |

| Unknown route-map component "KINTaq" | Unknown route-map component "SHI4grq" | Unknown route-map component "ABZgr" | Unknown route-map component "LSTR" |  |

| Unknown route-map component "STR+l" + Unknown route-map component "SHI4+lq" | Unknown route-map component "KRZu" | One way rightward |

| Station on track | Straight track |  |

| Unknown route-map component "LSTR" | Stop on track |  |

| Unknown route-map component "ABZg2" | Straight track + Unknown route-map component "STRc3" |  |

| Unknown route-map component "STR+c1" | Unknown route-map component "KRZ2+4" | Unknown route-map component "ENDEa" + Unknown route-map component "STRc3" |

| Straight track | Unknown route-map component "STR+c1" | Unknown route-map component "ABZg+4" |

| Unknown route-map component "BHF-L" + Unknown route-map component "HUBaq" | Unknown route-map component "BHF-R" + Unknown route-map component "HUBq" | Station on track + Unknown route-map component "HUBeq" |

| Unknown route-map component "KRWl" | Unknown route-map component "KRWg+r" | Unknown route-map component "CONTl+g" |

|  | Continuation forward |

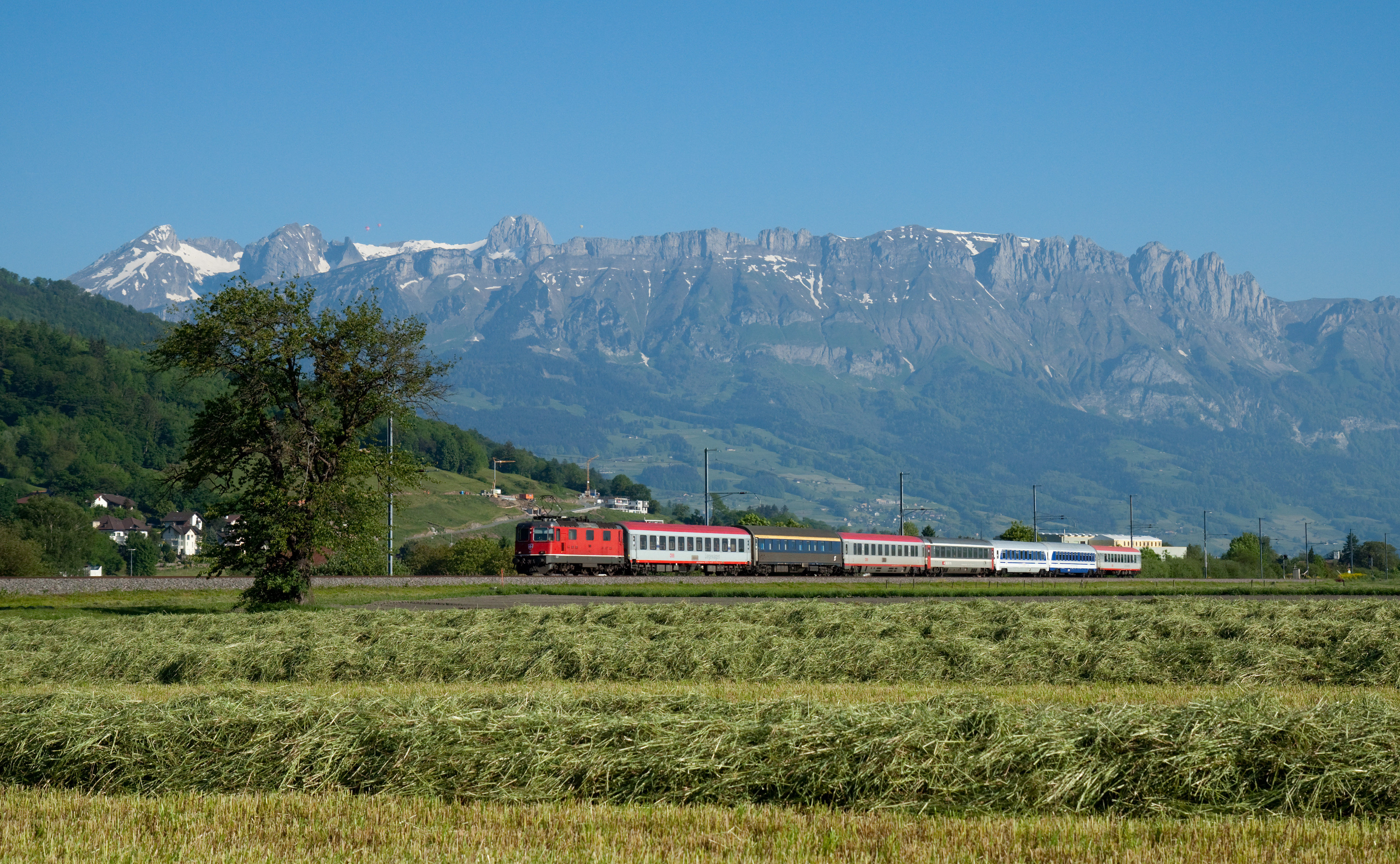
Un Euronight tra Buchs e Sevelen

La linea parte dalla stazione di Coira, condivisa con la Ferrovia Retica, dopodiché corre parallela alla linea a scartamento ridotto da Thusis fino alla stazione di Landquart. Dopo Landquart la linea tocca Maienfeld, supera l'autostrada A13 ed attraversa il Reno, che segna il confine tra il canton Grigioni e il canton San Gallo. La linea tocca quindi Bad Ragaz prima di arrivare a Sargans, stazione da cui si dirama la linea che porta a Ziegelbrücke (e di lì a Zurigo). Vengono quindi servite Sevelen e Buchs: in quest'ultima località termina la linea ÖBB per Feldkirch attraverso il principato del Liechtenstein.
Da Buchs la linea segue la valle del Reno fino a St. Margrethen, alla frontiera con l'Austria e capolinea della ferrovia del Vorarlberg. Oltre St. Margrethen la linea costeggia il lago di Costanza, toccando Rheineck (la cui stazione è capolinea della ferrovia Rheineck-Walzenhausen), costeggiando la strada principale 7 e l'aeroporto di San Gallo-Altenrhein, prima di arrivare a Rorschach, località da cui si dipartono le linee per San Gallo e per Sciaffusa, nonché la linea a cremagliera per Heiden.